# Cầu Queensferry Crossing

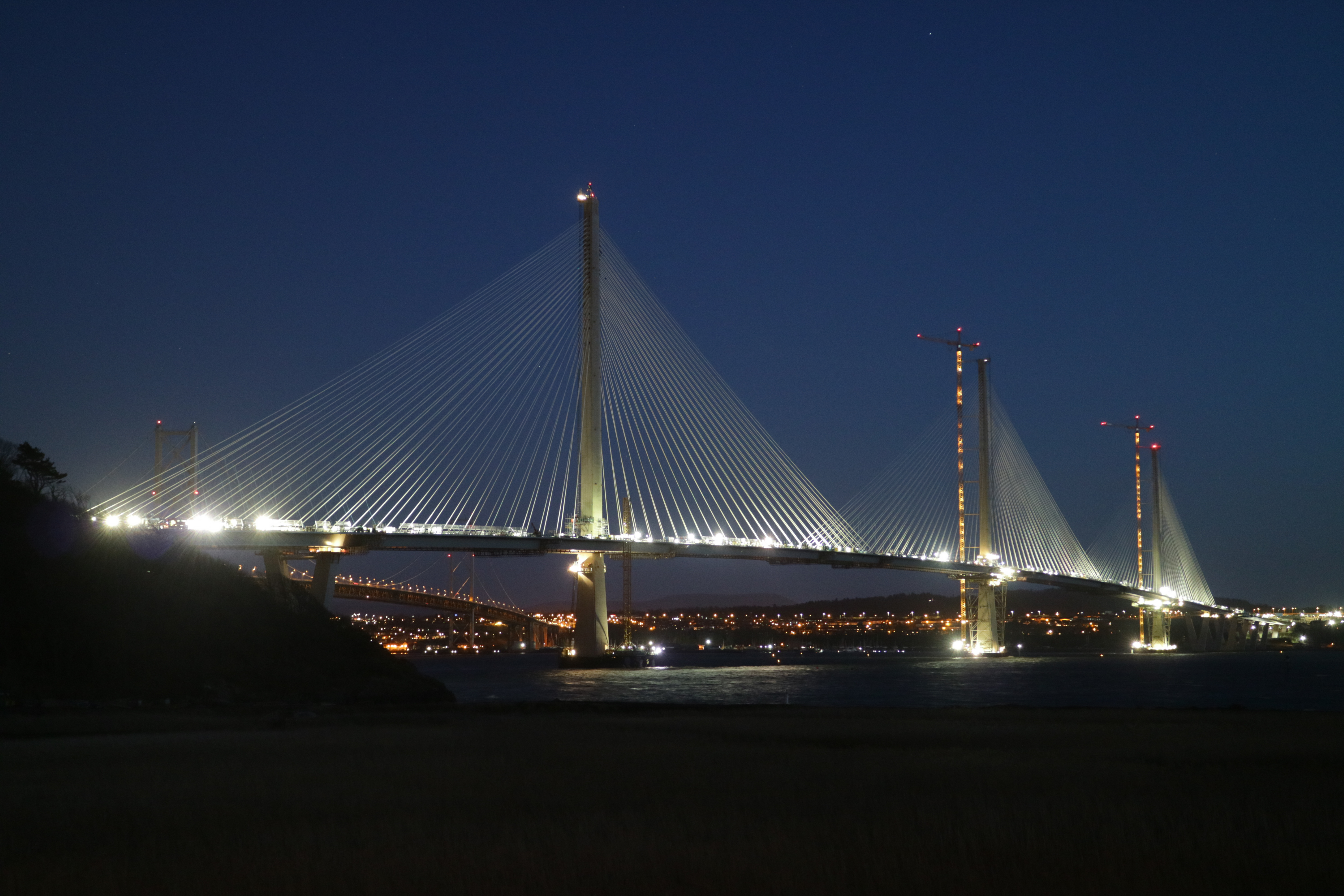
Cầu Queensferry Crossing với ánh đèn từ phần dây văng vào ban đêm

Cầu Queensferry Crossing (Tiếng Anh: Queensferry Crossing Bridge) là một cây cầu dây văng bắc qua sông Forth nối giữa Edinburgh với các khu vực ở phía Bắc. Cây cầu này là một phần để nối tuyến cao tốc M90. Tổng chiều dài của nó là 2,7 km, chiều cao là 210 mét so với mực nước biển, nhịp dâmg lớn nhất của cầu dài 650 mét. Chiều cao của mỗi trụ tháp trên cầu là 207 mét. Mặt cầu có 4 làn xe với 2 làn mỗi chiều. Tốc độ tối đa khi di chuyển trên cầu là 100 km/h. Đây cũng chính là cây cầu dây văng dài nhất trên thế giới và có cấu tạo từ khung thép không gỉ, các nhà xây dựng cũng đã sử dụng hợp kim Nickel tốt nhất thế giới.

## Lịch sử
Cầu Queensferry Crossing được khởi công xây dựng vào năm 2011. Lúc đó, nó được xây dựng để cho các phương tiện được lưu thông qua sông bằng một cây cầu an toàn hơn thay cho cầu Forth được khánh thành năm 1890 và Cầu Forth Road được khánh thành năm 1964 nhưng đã phát hiện nhiều vấn đề về kỹ thuật của cầu gây mất an toàn. Tổng chi phí xây dựng cầu ban đầu từ 3.2 tỷ bảng Anh đến 4,2 tỷ bảng Anh nhưng sau đó nhờ sự tận dụng không gian một cách thông minh nên chi phí đã giảm bớt đi còn 1,35 tỷ bảng Anh. Đây chính là một dự án công trình giao thông trọng điểm để nâng cấp mạng lưới giao thông tại Scotland. Queensferry Crossing được thông xe vào ngày 30 tháng 8 năm 2017. Trong khoảng thời gian xây dựng cầu, các kỹ sư xây dựng đã sử dụng tận 35.000 tấn thép và 150.000 tấn bê tông. Các công ty bắt tay vào việc xây dựng cây cầu này bao gồm: Liên doanh xây dựng Dragados, Hochtief, American Bridge International and Galliford Try. Cây cầu khi xây dựng được dự đoán có thể tồn tại lên đến 150 năm, thế nhưng tuổi thọ của cầu được thiết kế là 120 năm nếu được bảo trì kỹ lưỡng. Cây cầu sau 6 năm đã hoàn thành và sau đó, Nữ hoàng Elizabeth II là người chính thức khánh thành cây cầu, 53 năm kể từ ngày bà khánh thành cây cầu trước của nó, Cầu Forth Road. Theo thông báo của cảnh sát địa phương, để giúp lễ khánh thành được đảm bảo an toàn, nhà chức trách Anh đã cấm các máy bay tầm thấp bay dưới 914,4m so với mực nước biển hoạt động quanh ba cây cầu Forth Road, cầu Forth và cầu Queensferry Crossing từ 19 giờ ngày 28 tháng 8 đến 12 giờ 30 ngày 29 tháng 8.